# União das Freguesias de Abrunheira, Verride e Vila Nova da Barca
União das Freguesias de Abrunheira, Verride e Vila Nova da Barca, kurz Abrunheira, Verride e Vila Nova da Barca, ist eine Gemeinde (Freguesia) im Landkreis (Concelho) der portugiesischen Kleinstadt Montemor-o-Velho. Sie umfasst eine Fläche von 29,5 km² und hat 1515 Einwohner (Stand nach Zahlen von 2011).
Sie entstand im Zuge der kommunalen Neuordnung Portugals nach den Kommunalwahlen am 29. September 2013, als Zusammenschluss der bisherigen Gemeinden Abrunheira, Verride und Vila Nova da Barca. Offizieller Sitz der neuen Gemeinde wurde Abrunheira, jedoch residiert die Gemeindeverwaltung in Verride, auf Grund der größeren Räumlichkeiten. Zudem blieben die beiden anderen Gemeindeverwaltungen als Bürgerbüros vor Ort erhalten.